# Phil Karlson
Phil Karlson, eigentlich Philip N. Karlstein (* 2. Juli 1908 in Chicago, Illinois; † 12. Dezember 1985 in Los Angeles, Kalifornien) war ein US-amerikanischer Filmregisseur. Zu seinen bekanntesten Werken zählen Film noirs wie Der vierte Mann (1952), Taxi 539 antwortet nicht (1953) und Eine Stadt geht durch die Hölle (1955).

## Leben
Als Sohn einer erfolgreichen irischen Schauspielerin lernte Phil Karlson das Showbusiness bereits in seiner Kindheit kennen. Nach dem Abschluss der Highschool belegte er Malereikurse am Chicago Art Institute und trat als Bühnenkomiker auf. Mangels Erfolg zog er nach Kalifornien, um Rechtswissenschaften zu studieren und sich damit eine bürgerliche Existenz aufzubauen. Das Showgeschäft ließ ihm jedoch nicht los und er begann neben dem Studium als Gagschreiber für Buster Keaton zu arbeiten. Um 1927 erhielt er eine Anstellung als Requisiteur bei Universal Pictures, woraufhin er sein Studium abbrach. Seit den frühen 1930er-Jahren arbeitete er als Regieassistent zu bekannten Regisseuren wie Arthur Lubin, Henry Koster, Tay Garnett, William Wyler und John Ford. Der erhoffte Sprung auf den Regiestuhl gelang Karlson jedoch zunächst nicht.
Nach vielen Jahren als Regieassistent und einem zwischenzeitlichen Intermezzo als Fluglehrer im Rahmen des Zweiten Weltkrieges konnte Karlson 1944 seinen ersten Film als hauptverantwortlicher Regisseur inszenieren, wenngleich er dafür zu dem B-Movie-Studio Monogram Pictures wechseln musste. Vier Jahre später drehte er Ich tanze in dein Herz, in dem Marilyn Monroe ihre erste Hauptrolle spielte. Eine Reihe von gut inszenierten B-Movies wie etwa die Western Black Gold und Thunderhoof führten dazu, dass er ab Ende der 1940er-Jahre auch etwas höherwertige Filmproduktionen leiten konnte.
Die 1950er-Jahre gelten als die filmkünstlerisch beste Dekade von Karlson, der in dieser Zeit einige Film noirs inszenierte, die einen harten und zynischen Blick auf die amerikanische Gesellschaft warfen. So führte er bei dem Zeitungsthriller Skandalblatt (1952) mit Oscarpreisträger Broderick Crawford in der Hauptrolle eines korrupten Chefredakteurs die Regie. Auch drehte er drei Film noirs mit John Payne in der Hauptrolle: Der vierte Mann (1952), Taxi 539 antwortet nicht (1953) und Dem Teufel auf der Spur (1955) zeigten Paynes Figur jeweils als einen arbeitenden Mann mit schwieriger Vergangenheit, der eher zufällig mit Kriminalität in Kontakt gerät und mehrmals zu Unrecht eines Verbrechens beschuldigt wird. In Eine Stadt geht durch die Hölle, einem für seine Zeit ungewöhnlich brutalen Thriller, verfilmte Karlson 1955 tatsächliche Ereignisse um Glückspielerei, Mord und politischer Korruption in einer amerikanischen Kleinstadt. Karlson arbeitete aber auch weiterhin in anderen Genres, wobei etwa sein düsterer Vater-Sohn-Western Duell im Morgengrauen (1958) mit Van Heflin und Tab Hunter in den Hauptrollen als sehenswert gilt.
In den 1960er-Jahren brachte Karlson die Sänger Elvis Presley und Dean Martin erfolgreich in für sie ungewohnten Rollen auf die Leinwand. Elvis spielte unter der Regie von Karlson den harten Boxer in Kid Galahad – Harte Fäuste, heiße Liebe (1962), einem Remake des Klassikers Kid Galahad – Mit harten Fäusten von 1937, während Dean Martin durch Karlson in Leise flüstern die Pistolen (1966) zum nicht minder hartgesottenen Geheimagenten Matt Helm wurde und diesen anschließend in noch drei weiteren Streifen verkörpern durfte. Dabei gerieten Karlsons Filme im Verlaufe der 1960er-Jahre aber zunehmend konventioneller und weniger bemerkenswert. Karlsons kommerziell erfolgreichster Film wurde 1973 der Rachethriller Walking Tall mit Joe Don Baker in der Hauptrolle, der bei einem Budget von etwa 500.000 Dollar über 23 Millionen Dollar einspielte. 30 Jahre später entstand ein Remake mit Dwayne Johnson in der Hauptrolle, Walking Tall – Auf eigene Faust. Karlson beendete seine Karriere 1975 mit dem Film Ein Mann nimmt Rache, ebenfalls mit Joe Don Baker in der Hauptrolle.
Karlson, der verheiratet und Vater von zwei Töchtern war, starb im Dezember 1985 im Alter von 77 Jahren in Los Angeles.

## Rezeption
Karlson inszenierte mehrheitlich B-Movies und erhielt zunächst wenig Aufmerksamkeit seitens der Filmkritik. Die New York Times widmete ihm nach dem Erfolg von Walking Tall eine Reportage und beschrieb Karlson darin als freundlichen, bescheiden in einem Cottage in Los Angeles lebenden Filmemacher von Mitte Sechzig, der trotz einiger lobender Kritikerstimmen in der Vergangenheit erst mit Walking Tall richtige Aufmerksamkeit seitens der Filmindustrie erhalten habe.
Mittlerweile wurde sein Werk in der Rückschau mehrfach von Filmkritikern, -historikern und -wissenschaftlern beachtet, wobei vielen seiner Filme ein harter Realismus und eine für damalige Verhältnisse große Gewalttätigkeit bescheinigt wird. So schrieb Andrew Sarris über ihn: „Karlson war am persönlichsten und besten, wenn er über das Phänomen der Gewalt in einer vom organisierten Bösen kontrollierten Welt erzählte.“ Martin Scorsese geht in dem Dokumentarfilm Scorseses Reise durch den amerikanischen Film auf Filme von Karlson ein.
Wheeler Dixon schrieb 2018 als Fazit eines Essays über Karlson, den er als „vergessenen Meister des Film noir“ bezeichnete:
„Am Ende entpuppt sich Phil Karlson als ein gewalttätiges amerikanisches Original, geboren und aufgewachsen in Chicago, gewöhnt an Gewalt als Lebensweise, jemand, der gezwungen war, viele Filme zu machen, an die er nicht glaubte, nur damit er endlich freie Hand bei den kleinen Studios bekam, um die Filme zu machen, die er machen wollte. (...) In Karlsons besten Filmen wird eine wahrhaft düstere Vision der amerikanischen Gesellschaft deutlich: eine Welt, in der alles käuflich ist, in der man niemandem trauen kann, in der alle Autoritäten korrupt sind und in der ehrliche Männer und Frauen niemanden haben, an den sie sich wenden können, wenn sie ein gewisses Maß an Gerechtigkeit wollen. Für Karlson hat alles seinen Preis – in Blut, Tod und Verrat. Das ist das Amerika, das Karlson uns in den 1950er Jahren skizziert hat, und es ist heute mehr als aktuell.“

## Filmografie (Auswahl)
- 1932: Mein Freund, der König (My Pal, the King, Regieassistenz)
- 1934: Des Sträflings Lösegeld (Great Expectations, Regieassistenz)
- 1944: A Wave, a WAC and a Marine
- 1945: There Goes Kelly
- 1945: G. I. Honeymoon
- 1945: The Shanghai Cobra
- 1946: Live Wires
- 1946: Swing Parade of 1946
- 1946: Behind the Mask
- 1946: Charlie Chan – Ein fast perfektes Alibi (Dark Alibi)
- 1946: Bowery Bombshell
- 1946: The Missing Lady
- 1946: Wife Wanted
- 1947: Kilroy Was Here
- 1947: Black Gold
- 1947: Louisiana
- 1948: Rocky
- 1948: Adventures in Silverado
- 1948: Thunderhoof
- 1948: Ich tanze in dein Herz (Ladies of the Chorus)
- 1949: Raubkatze (The Big Cat)
- 1949: Down Memory Lane
- 1950: Auf Winnetous Spuren (The Iroquois Trail)
- 1951: Burg der Rache (Lorna Doone)
- 1951: Grenzpolizei in Texas (The Texas Rangers)
- 1951: Der Rächer von Casamare (Mask of the Avenger)
- 1952: Skandalblatt (Scandal Sheet)
- 1952: Der Brigant (The Brigand)
- 1952: Der vierte Mann (Kansas City Confidential)
- 1953: Taxi 539 antwortet nicht (99 River Street)
- 1954: Sie ritten nach Westen (They Rode West)
- 1955: In die Enge getrieben (Tight Spot)
- 1955: Dem Teufel auf der Spur (Hell’s Island)
- 1955: 5 Against the House
- 1955: Eine Stadt geht durch die Hölle (The Phenix City Story)
- 1957: Hyänen der Straße (The Brothers Rico)
- 1958: Duell im Morgengrauen (Gunman’s Walk)
- 1959: Al Capone kehrt zurück (The Scarface Mob)
- 1960: Aus der Hölle zur Ewigkeit (Hell to Eternity)
- 1960: Die Wölfe von Los Angeles (Key Witness)
- 1961: Geheime Wege (The Secret Ways)
- 1961: Chefarzt Dr. Pearson (The Young Doctors)
- 1962: Kid Galahad – Harte Fäuste, heiße Liebe (Kid Galahad)
- 1963: Bring sie lebend heim (Rampage)
- 1963: Alexander the Great (Fernsehfilm)
- 1966: Leise flüstern die Pistolen (The Silencers)
- 1967: Der gnadenlose Ritt (A Time for Killing)
- 1969: Rollkommando (The Wrecking Crew)
- 1970: Das Wespennest (Hornets’ Nest)
- 1972: Ben
- 1973: Der Große aus dem Dunkeln (Walking Tall)
- 1975: Ein Mann nimmt Rache (Framed)